# 15-я гвардейская морская стрелковая бригада
154-я морская стрелковая бригада — воинское соединение Вооружённых Сил СССР, принимавшее участие в Великой Отечественной войне.

## История
В действующей армии с 07 ноября 1941 по 09.05.1945 года.
Свою историю ведёт сформированного в августе 1941 года Московского отдельного отряда моряков . В отряд помимо отдельного батальона охраны НК ВМФ вошли матросы Лихоборской военно-морской школы запаса, батальон Московского флотского экипажа, гвардейский дивизион реактивных установок и дивизион противотанковых орудий.
С 28.10.1941 1-й Московский отдельный отряд моряков.
1-й Московский отдельный отряд моряков, участвовал в параде на Красной площади 7 ноября 1941 г., прямо с парада отряд был брошен в бой за Москву, на Можайском и Волоколамском направлениях.
1 декабря по приказу штаба Московской зоны обороны отряд занял оборону на участке Ликино — Ванино — Давидково — Осоргино — Постниково, с тем чтобы не допустить прорыва противника к Москве в этом районе. С переходом войск Западного фронта в контрнаступление отряд был снят с оборонительного рубежа и отправлен в Москву.
28 декабря отряд был переименован в 166-ю бригаду морской пехоты. Из прежнего состава отряда были отчислены гвардейский флотский дивизион «РС», мотоциклетный батальон,[танковая рота и батарея 85-мм орудий. Бригада получила пополнение 2100 человек.
5 января 1942 года 166-я бригада морской пехоты переименована в 154-ю отдельную морскую стрелковую бригаду и 19 января направлена в состав 3-й Ударной армии Северо — Западного фронта.
29 января 1942 года 154-я мсбр сражалась под городом Холм.
Бригада под командованием полковника А. М. Смирнова в составе 2-го корпуса, продвигаясь в тяжелейших условиях бездорожья, к концу февраля 1942 г. вышла на подступы к г. Холм и замкнула кольцо окружения в районе Демянска семи дивизий противника.
В ночь на 21 февраля она повела наступление на д.Избитово, К утру 21-го населённый пункт и важные опорные пункты в обороне противника — были взяты, и кольцо окружения вокруг демянской группировки врага сомкнулось. Пройдя форсированным маршем 250 км, бригада с ходу вступила в бой в районе д. Залучье Ленинградской области. Шли в тыл врага по лесу, без дорог. Машины и орудия тащили на себе. Иногда по два-три дня были без пищи… После восьмидневных боев освободили 5 деревень, захватили 30 автомашин, 4 трактора, 8 миномётов. Сбили 8 самолётов и уничтожили до 800 фашистов. В боях по ликвидации немецкого «Демянского котла» у д. Цемена бригада потеряла почти целый батальон, но задачу свою батальон выполнил, выбив немцев из деревни.
В марте 1942 года бригада воевала в районе Старой Руссы.
К 3 июля 1942 года бригада погрузилась в городе Осташков Калининской области и отбыла на Северо-Кавказский фронт. С 19 июля бригада вела боевые действия на правом берегу Дона.
19 июля 1942 года 154-я омсбр совместно с 66-й морбригадой, с 214-й и 229-й стрелковыми дивизиями заняли оборону на рубеже Тормосин, Цимла. Первый бой моряки приняли 23 июля 1942 г., когда в направлении хутора Белявского двинулся передовой отряд старшего лейтенанта А. А. Журина и политрука В. А. Богайчука. Отряду была придана рота автоматчиков, три противотанковых орудия, миномётный взвод и отделение противотанковых ружей. Против моряков фашисты бросили два батальона пехоты и эскадрон кавалерии. Моряки выиграли первую схватку. Гитлеровцы потеряли около сотни солдат и офицеров. Отряд А. А. Журина отошёл к основным силам бригады.
26 июля гитлеровцы прорвали оборону 229-й стрелковой дивизии и устремились к реке Чир. Авиация противника наносила сильные удары по скоплениям наших войск и по переправам через Чир и Дон. 214-я стрелковая дивизия, 66-я и 154-я морские бригады продолжали обороняться.
Командир бригады получил приказ в ночь на 27 июля обеспечить переправу частей 214-й стрелковой дивизии, 154-й омсбр и танковой бригады в районе станицы Суворовской. Прикрытие осуществляли первый и второй батальоны под командованием старшего лейтенанта А. М. Дорофеичева и капитана Т. Н. Близняка. Пять суток шли упорные бои. Гитлеровцы бросили против них до 1500 фашистов.
В ходе боев за Дон моряки 154-й омсбр уничтожили до 3500 фашистов, 2 артиллерийские и 3 миномётные батареи, 20 пулемётов, 7 наблюдательных пунктов, 3 продсклада, взорвали мост. Когда подошла очередь переправляться первому и второму батальонам 154-й морбригады, в качестве заслона против немцев был оставлен взвод автоматчиков под командованием главстаршины В. А. Потапова. Во взводе находилось всего 10 моряков, большинство из них уже были ранены. Однако они стойко и дерзко дрались с фашистами, в упор расстреливали пехоту противника.
В течение 1942 г. шли упорные бои против танков и пехоты 4-й танковой армии Гота, повёрнутой Гитлером с кавказского направления на Сталинград.
30 августа 1942 г. —  бригада занимала оборону в районе села Зеты — станция Тингута. Вступила в единоборство с 48-м танковым корпусом немцев.
Учитывая превосходство врага, командующий 64-й армии приказал отойти на новый рубеж. Однако комбриг А. М. Смирнов этого приказа не получил. С утра 30 августа 1942 г. немцы рассекли оборону 154-й бригады. Фашистские танки и мотопехота беспрерывно атаковали позиции, но каждый раз откатывались назад.
12 часов шёл этот бой. Бригада потеряла 80 % личного состава, уничтожив более 800 фашистов и 18 танков. Однако силы были неравные. В конце концов фашистам удалось пройти через боевые порядки бригады.
На отход не было приказа, а самовольно отойти с позиции 154-я бригада не могла.
Вырвавшиеся 30 августа из окружения остатки 154-й мсбр были вновь быстро доукомплектованы. Бригада комплектовалась в основном моряками, прибывшими с Тихоокеанского флота и других флотов.
1 марта 1943 года за заслуги перед Родиной, героизм и мужество 154-й мсбр присвоено звание «Гвардейская» и переименована в 15-ю гвардейскую морскую стрелковую бригаду.
8 октября 1943 года она вместе с 11-й гвардейской мсбр (бывшей 66 мсбр) была обращена на формирование 119-й гвардейской стрелковой дивизии.

Окончила войну как 119-я гвардейская стрелковая Режецкая Краснознамённая дивизия.

## Состав
На 07 ноября 1941:

Батальон охраны Наркомата ВМФ 

Флотский экипаж Лихоборской военно-морской школы г. Москвы 

Сводный батальон моряков Тихоокеанского флота и других флотов. 

Гвардейский дивизион реактивных установок 

Дивизион противотанковых орудий 

Автомобильная рота

## Подчинение
- 07/11/1941- 29/01/1942 Московская зона обороны
- 22/01/1942 — 154-я мсбр была включена в состав 3-й Ударной Армии Северо-Западный фронт
- 29/01/1942 — 3-я Ударная Армия Калининский фронт
- 03/07/1942 — Северо-Кавказский фронт
- 19/07/1942 — Юго-Западный фронт
- 01/07/1942 — Сталинградский фронт вошла в состав 64 армии
- 10/01/1943 — Донской фронт
- 01/07/1943 — Воронежский фронт
- 08/10/1943 — 2-й Прибалтийский фронт 3-я Ударная Армия 93-й корпус.

## Командование
- 02.08.1941 — 23/10/1941 г. командир МООМа отряда А. В. Рогов и комиссар Н. В. Белявский.
- 23.10.1941 — Командир 1-го Московский отдельного отряда моряков полковник Смирнов, Александр Максимович, военным комиссаром —  батальонный комиссар Ф. Д. Владимиров, зам.комбрига по разведке капитан-лейтенант Н. К. Шарабарин.
- 17 декабря 1942 г. — 8 октября 1943 г. командиром 154-й морской бригады был назначен майор Александр Иванович Мальчевский
- 1.3.1943-8.10.1943 Мальчевский, Александр Иванович

## Наименования и награды
1 августа — 23 октября МООМ Московский отдельный отряд моряков 

23 октября — 8 декабря 1941 г. 1-й Московский отдельный отряд моряков 

8 декабря 1941 г. — 5 января 1942 г. 166-я отдельная бригада моряков (1-го формирования)

5 января 1942 г. — 1 марта 1943 г. 154-я отдельная морская стрелковая бригада 

1 марта 1943 г. — присвоено почётное звание «Гвардейская» 

1 марта 1943 г. — 8 октября 1943 г. 15-я гвардейская морская стрелковая бригада

## Отличившиеся воины
- (посмертно) мичман Васильев, Сергей Николаевич, Секретарь партийного бюро 1-го батальона 154-й бригады.
- главстаршина В. А. Потапов
- Первое награждение орденом Александра Невского состоялось по Указу ПВС СССР от 5 ноября 1942 г. Знак № 1 получил командир батальона морской пехоты 154-й морской стрелковой бригады старший лейтенант (впоследствии — подполковник) И. Н. Рубан.

## Память
- Памятник погибшим морпехам в центре посёлка Павловская Слобода.
- Памятник морякам 154-й отдельной морской стрелковой бригады погибшим в боях под Москвой. Демянск.
- Памятник морякам бригады в районе Камышинского элеватора под Волгоградом[2].